# Al Hidd Sports and Cultural Club
Maillots
Actualités
Le Al Hidd Sports and Cultural Club (en arabe : نادي الحد الرياضي الثقافي), plus couramment abrégé en Al Hidd, est un club bahreïni de football fondé en 1945 et basé à Al Hidd, sur l'île de Muharraq.
Il compte à son palmarès une un championnat, une Coupe et une Supercoupe de Bahreïn. Mohammed Al Shamlane en est actuellement l'entraineur.

## Histoire
Fondé en 1945, le club découvre le championnat de première division lors de la saison 2010-2011 qu'il achève à une prometteuse quatrième place. Il confirme la saison suivante avec une nouvelle quatrième place, qui lui permet même de participer pour la première fois à une compétition internationale, la Coupe de l'UAFA. En 2013, après avoir terminé sur le podium, Al Hidd se qualifie à nouveau à la Coupe de l'UAFA (finalement annulée) mais aussi aux barrages de la Ligue des champions. L'année suivante, un nouveau podium lui permet de s'aligner sur une troisième compétition internationale, la Coupe de l'AFC. C'est à l'issue de la saison 2014-2015 que Al Hidd pense ouvrir son palmarès puisqu'en plus de remporter la Coupe nationale, il n'est devancé en championnat qu'à la différence de buts par Al Muharraq Club, le club le plus titré de Bahreïn. Cette place de dauphin lui assure tout de même une quatrième campagne asiatique consécutive et la participation à une nouvelle compétition : la Coupe du golfe des clubs champions 2015-2016. La consécration survient la saison suivante avec un premier titre de champion, au terme d'une compétition que le club termine invaincu.
En quelques années d'existence, le club a déjà un long passé en compétitions continentales, qui ne lui ont pas encore permis de s'y imposer. Il réussit à participer en l'espace de quatre ans aux quatre compétitions pour lesquelles les clubs de Bahreïn sont habituellement qualifiés : la Ligue des champions (en 2014), la Coupe de l'AFC (en 2014 et 2015) et les deux compétitions régionales que sont la Coupe de l'UAFA en 2012 et 2013 et la Coupe du golfe des clubs champions en 2015. C'est lors de la campagne en Coupe de l'AFC 2014 qu'Al Hidd parvient à s'illustrer. Après avoir été reversé de la Ligue des champions, à la suite de sa défaite lors des barrages, il termine deuxième de sa poule avant d'éliminer en huitièmes de finale les Libanais de Safa Beyrouth. Le parcours s'achève en quarts face au futur vainqueur, la formation koweïtienne de Qadsia SC, que les Bahreïnis avaient déjà affrontés en poule.
Parmi les joueurs majeurs ayant porté les couleurs du club, on peut citer l'international bahreïni Abdulwahab Al Malood, Sayed Mohamed Adnan ou l'Afghan Djelaludin Sharityar, au club entre 2011 et 2013.

## Palmarès
| \| - Championnat de Bahreïn (2) : - Champion : 2015-16, 2019-20. - Vice-champion : 2014-15. - Coupe de Bahreïn (1) : - Vainqueur : 2015. - Finaliste : 2019 et 2020. \| \| - Supercoupe de Bahreïn (2) : - Vainqueur : 2015 et 2016. \| |  |                                                           |
| - Championnat de Bahreïn (2) : - Champion : 2015-16, 2019-20. - Vice-champion : 2014-15. - Coupe de Bahreïn (1) : - Vainqueur : 2015. - Finaliste : 2019 et 2020.                                                                       |  | - Supercoupe de Bahreïn (2) : - Vainqueur : 2015 et 2016. |